# NGC 5388
NGC 5388 is een niet-bestaand object in het sterrenbeeld Maagd. Het hemelobject werd in 1886 ontdekt door de Amerikaanse astronoom Frank Muller.